# Autoritarisme (psychologie)
Autoritarisme is een reeks persoonlijkheidstrekken die, overeenkomstig een theoretisch kader van Theodor Adorno, voorspellen dat een individu een sterke neiging naar fascistische en antidemocratische overtuigingen en gedragingen zal hebben.
Het begrip maakte het onderwerp uit van een studie in 1950, uitgevoerd aan de universiteit van Berkeley. Deze studie leidde tot een maatstaf voor fascistische neigingen, bekend als de F-schaal (implicit antidemocratic tendencies and fascist potential, impliciete antidemocratische neigingen en fascistisch potentieel), die nog steeds gebruikt wordt. Deze schaal is opgebouwd aan de hand van een reeks subschalen:
- Conventionalisme, de neiging om sociale conventies te aanvaarden en te gehoorzamen, en zich te schikken naar wat gezagsfiguren wensen, gehechtheid aan tradities en algemeen aanvaarde regels;
- Autoritaire onderwerping, onderwerping aan overheden en gezagsfiguren;
- Autoritaire agressie, een agressieve opstelling tegen individuen en groepen die niet erg op prijs gesteld worden door de overheid, in het bijzonder groepen en personen die traditionele waarden bedreigen;
- Anti-intraceptie, afwijzing van het subjectieve, van de verbeelding en van het esthetische;
- Substitutie en stereotypen, bijgeloof, clichévorming, hokjesdenken en fatalistisch determinisme;
- Kracht en hardheid, identificatie met de machthebbers, overmatig belang gehecht aan sociaal wenselijke persoonlijkheidskenmerken;
- Destructivisme en cynisme, veralgemeende vijandigheid en genoegen om anderen naar beneden te halen;
- Projectie, de overtuiging dat er een kwaad bestaat in de wereld en de veruitwendiging of externalisering van de eigen onbewuste emotionele impulsen dienaangaande;
- Seks, overdreven bezorgdheid met betrekking tot seksuele activiteiten.

Psychoanalytisch gezien zou men kunnen stellen dat het autoritaire karakter wordt gekenmerkt door een veruiterlijkt Über-ich, een zwak Ich en een Ik-vreemd Es: waar het zwakke Ich er niet in slaagt de verschillende onderdelen van de persoonlijkheid op een zodanige manier te integreren dat er een consistent systeem van morele waarden of een geweten kan worden ontwikkeld, zoekt het aansluiting bij een organiserende macht buiten zichzelf die zijn gedrag kan sturen en de projectie van afgeweerde eisen van het Es op anderen kan legitimeren als normaal. Zo verschijnt het Ich als functionerend subject onder een machtige orde.